# Saint-Bruno (Québec)
Pour les articles homonymes, voir Saint-Bruno.
Saint-Bruno est une municipalité du Québec (Canada), située dans la municipalité régionale de comté de Lac-Saint-Jean-Est, dans la région administrative du Saguenay–Lac-Saint-Jean. 

## Toponymie
Elle est nommée en l'honneur de Bruno le Chartreux.

## Histoire

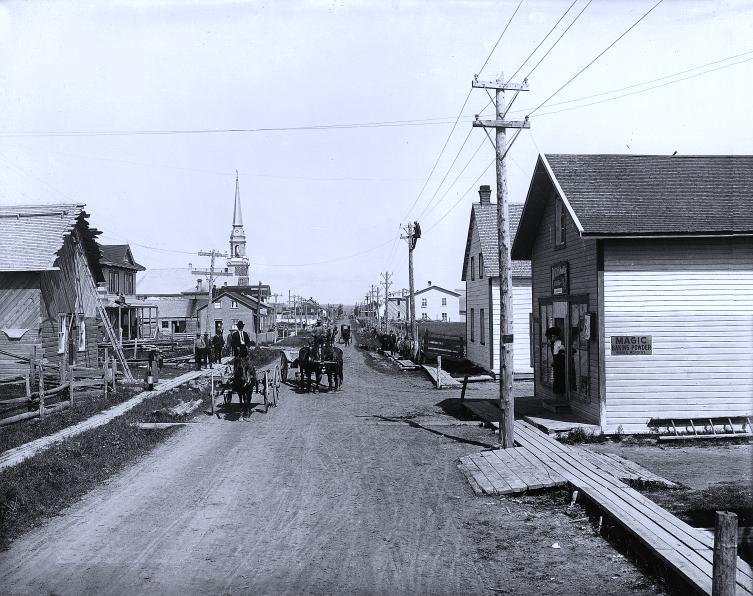
Saint-Bruno en 1906

Fondée en 1885, cette municipalité est composée à 64 % de terres agricoles. Depuis quelques années, un mouvement de développement domiciliaire a été lancé et l'expansion urbaine que subit Saint-Bruno aura de grandes répercussions pour cette municipalité qui se trouve à proximité des grands centres urbains de la région.

## Géographie
La rivière Bédard traverse la municipalité du sud-ouest vers le nord-ouest.
La rivière Raquette coule du sud-est vers le nord-ouest jusqu'à sa confluence avec la rivière Bédard.

## Démographie
| 1891 | 1901  | 1911  | 1921  | 1931  | 1941  | 1951  |
| ---- | ----- | ----- | ----- | ----- | ----- | ----- |
| 564  | 1 025 | 1 305 | 1 310 | 1 526 | 1 725 | 1 885 |

| 1956  | 1961  | 1966  | 1971  | 1976  | 1981  | 1986  |
| ----- | ----- | ----- | ----- | ----- | ----- | ----- |
| 2 001 | 2 226 | 2 271 | 2 246 | 2 259 | 2 580 | 2 590 |

| 1991  | 1996  | 2001  | 2006  | 2011  | 2016  | 2021  |
| ----- | ----- | ----- | ----- | ----- | ----- | ----- |
| 2 628 | 2 428 | 2 384 | 2 353 | 2 636 | 2 801 | 2 902 |

## Administration
Les élections municipales se font en bloc et suivant un découpage de six districts.
| Saint-Bruno Maires depuis 2002                                                                                       |                  |         |          |
| Élection | Maire            | Qualité | Résultat |
| 2002 | Réjean Bouchard  |         | Voir     |
| 2005 | Réjean Bouchard  | Voir    |          |
| 2009 | Réjean Bouchard  | Voir    |          |
| 2013 | Réjean Bouchard  | Voir    |          |
| 2017 | François Claveau |         | Voir     |
| 2021 | François Claveau | Voir    |          |
| Élection partielle en italique Depuis 2005, les élections sont simultanées dans toutes les municipalités québécoises |                  |         |          |

## Attraits

### Rassemblement du patrimoine motorisé
Pendant huit (8) ans, de 2004 à 2012, la municipalité de Saint-Bruno est l'hôte du rassemblement du patrimoine motorisé (RPM). Ce rassemblement de niveau provincial vise à attirer les propriétaires de voitures antiques et de machines agricoles. Au printemps 2012, l'événement déménage à  Alma, la ville voisine afin d'assurer la pérennité du festival. Le parrain de l'événement est l'humoriste et comédien Michel Barrette natif du coin.

### Entreprises locales
La Fromagerie Saint-Laurent et les bureaux de la coopérative agroalimentaire, Nutrinor, sont situés à Saint-Bruno.

## Culture

### Rase-O-Thon Marie-Hélène Côté

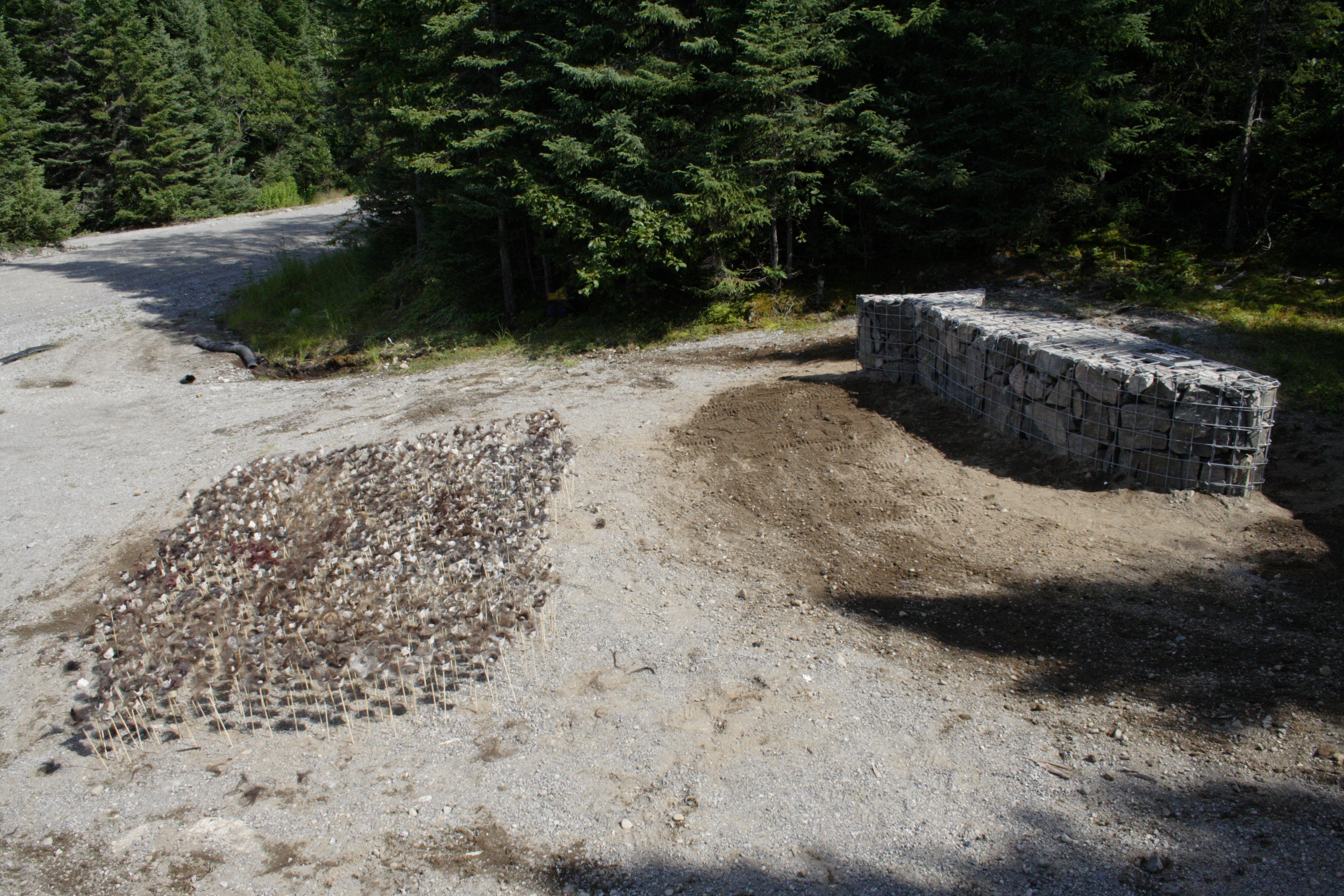
Tacon Site de la Résilience

Depuis 2001, le Rase-O-Thon Marie-Hélène Côté fait une levée de fonds pour la fondation Sur la pointe des pieds. Cette fondation aide les jeunes atteints du cancer à retrouver leur bien-être en relevant le défi d’une expédition d’aventure thérapeutique, encadrés par des experts du milieu de la santé et de l’intervention par la nature et l’aventure. La municipalité de Saint-Bruno a rendu hommage au Rase-O-Thon et à Marie-Hélène Côté morte d’un cancer en février 2001 en apposant une plaque commémorative à l’aréna Samuel-Gagnon pour immortaliser l’événement devenu un incontournable pour la municipalité. Afin de souligner ces gestes de générosité et de bienveillance, le collectif d’artistes Interaction Qui dans le cadre de la Grande marche des Tacons-Sites à réaliser le Tacon Site de la Résilience. De plus, il a désigné la municipalité de Saint-Bruno du marqueur identitaire fondé sur la capacité des gens d’ici de s’adapter au changement par l’innovation.

## Sports
Le hockey sur glace est l'un des principaux sports pratiqués à Saint-Bruno. Plusieurs joueurs du programme de hockey mineur se sont démarqués au fil des ans :  
- Jean-Simon Allard :  Repêché en 5e ronde, 147e position au total par les Sabres de Buffalo lors du Repêchage d'entrée dans la LNH 2007. Il a notamment évolué pour les Fog Devils de Saint-John's et les Remparts de Québec dans la Ligue de hockey junior majeur du Québec ainsi que pour les Marquis de Jonquière dans la Ligue nord-américaine de hockey;
- Maxime Desbiens: Repêché par le Titan d'Acadie-Bathurst dans la LHJMQ;
- Michaël Gagnon: Une saison dans la LHJMQ avec les Saguenéens de Chicoutimi. Joueur dans la Division 2 en France (Championnat de France de hockey sur glace D3) avec les Renards de Roanne[5].
- Christian Ouellet: Ancien des Olympiques de Gatineau et des Saguenéens de Chicoutimi, il joue dans la East Coast Hockey League de 2012 à 2015 avec les Gladiators de Gwinnett, les Bulls de San-Francisco et Komets de Fort Wayne. Il joue ensuite dans la LNAH avec les Marquis de Jonquière[6].

Deux tournois d'envergure provinciale ont lieu à Saint-Bruno : Le Tournoi Junior Mario Tremblay et Le Tournoi Bantam Optimiste.
En janvier 2009, le Centre sportif de Saint-Bruno est renommé Aréna Samuel-Gagnon en l'honneur d'un pilier dans l'instauration de la glace artificielle à Saint-Bruno, grand bénévole au sein du loisir et du sport dans cette municipalité.